# Associazione Calcio Vicenza 1949-1950
Questa voce raccoglie le informazioni riguardanti l'Associazione Calcio Vicenza nelle competizioni ufficiali della stagione 1949-1950.

## Rosa
| N. |                      | Ruolo | Calciatore             |
| -- | -------------------- | ----- | ---------------------- |
|    | Italia (bandiera)    | A     | Francesco Carta        |
|    | Italia (bandiera)    | A     | Renato Capraro         |
|    | Italia (bandiera)    | D     | Luigi Coeli            |
|    | Italia (bandiera)    | P     | Emanuele Dalla Fontana |
|    | Italia (bandiera)    | C     | Edoardo Dal Pos        |
|    | Italia (bandiera)    | C     | Marcello Filippi       |
|    | Italia (bandiera)    | C     | Umberto Gagliardo      |
|    | Italia (bandiera)    | A     | Dino Gozzi             |
|    | Argentina (bandiera) | C     | Salvador Gualtieri     |
|    | Italia (bandiera)    | P     | Mario Leoni            |
|    | Italia (bandiera)    | A     | Alberto Marchetti      |
|    | Italia (bandiera)    | A     | Sergio Milani          |

| N. |                   | Ruolo | Calciatore            |
| -- | ----------------- | ----- | --------------------- |
|    | Italia (bandiera) | A     | Alfonso Dante Mion    |
|    | Italia (bandiera) | A     | Cosimo Muci           |
|    | Italia (bandiera) | D     | Aldo Parena           |
|    | Italia (bandiera) | P     | Giano Pattini         |
|    | Italia (bandiera) | A     | Bruno Quaresima       |
|    | Italia (bandiera) | P     | Domenico Rancan       |
|    | Italia (bandiera) | C     | Alfonso Santagiuliana |
|    | Italia (bandiera) | C     | Rolando Spanevello    |
|    | Italia (bandiera) | D     | Renzo Venturi         |
|    | Italia (bandiera) | A     | Albano Vicariotto     |
|    | Italia (bandiera) | A     | Fausto Zarattini      |

## Risultati

### Campionato

#### Girone di andata
| 11 settembre 1949 1ª giornata | Cremonese | 1 – 1 | Vicenza |  |

| 18 settembre 1949 2ª giornata | Vicenza | 2 – 1 | Reggiana |  |

| 25 settembre 1949 3ª giornata | Vicenza | 1 – 1 | Modena |  |

| 2 ottobre 1949 4ª giornata | Arsenaltaranto | 2 – 1 | Vicenza |  |

| 9 ottobre 1949 5ª giornata | Siracusa | 3 – 3 | Vicenza |  |

| 16 ottobre 1949 6ª giornata | Vicenza | 2 – 0 | Pro Sesto |  |

| 23 ottobre 1949 7ª giornata | Spezia | 4 – 3 | Vicenza |  |

| 30 ottobre 1949 8ª giornata | Vicenza | 4 – 1 | Verona |  |

| 6 novembre 1949 9ª giornata | Vicenza | 1 – 3 | Salernitana |  |

| 6 dicembre 1998 10ª giornata | Udinese | 1 – 0 | Vicenza |  |

| 20 novembre 1949 11ª giornata | Vicenza | 1 – 1 | Prato |  |

| 27 novembre 1949 12ª giornata | Legnano | 2 – 0 | Vicenza |  |

| 4 dicembre 1949 13ª giornata | Livorno | 2 – 1 | Vicenza |  |

| 30 settembre 1951 14ª giornata | Vicenza | 2 – 2 | SPAL |  |

| 11 dicembre 1949 15ª giornata | Vicenza | 5 – 3 | Empoli |  |

| 18 dicembre 1949 16ª giornata | Alessandria | 5 – 1 | Vicenza |  |

| 20 ottobre 1968 17ª giornata | L.R. Vicenza | 0 – 0 | Brescia |  |

| 1º gennaio 1950 18ª giornata | Fanfulla | 0 – 3 | Vicenza |  |

| 8 gennaio 1950 19ª giornata | Vicenza | 3 – 2 | Catania |  |

| 15 gennaio 1950 20ª giornata | Vicenza | 1 – 0 | Napoli |  |

| 22 gennaio 1950 21ª giornata | Pisa | 2 – 1 | Vicenza |  |

#### Girone di ritorno
| 29 gennaio 1950 22ª giornata | Vicenza | 2 – 2 | Cremonese |  |

| 5 febbraio 1950 23ª giornata | Reggiana | 0 – 1 | Vicenza |  |

| 12 febbraio 1950 24ª giornata | Modena | 4 – 1 | Vicenza |  |

| 19 febbraio 1950 25ª giornata | Vicenza | 2 – 0 | Arsenaltaranto |  |

| 26 febbraio 1950 26ª giornata | Vicenza | 2 – 0 | Siracusa |  |

| 12 marzo 1950 27ª giornata | Pro Sesto | 2 – 1 | Vicenza |  |

| 19 marzo 1950 28ª giornata | Vicenza | 3 – 0 | Spezia |  |

| 26 marzo 1950 29ª giornata | Verona | 1 – 0 | Vicenza |  |

| 2 aprile 1950 30ª giornata | Salernitana | 3 – 1 | Vicenza |  |

| 9 aprile 1950 31ª giornata | Vicenza | 2 – 2 | Udinese |  |

| 16 aprile 1950 32ª giornata | Prato | 0 – 0 | Vicenza |  |

| 23 aprile 1950 33ª giornata | Vicenza | 0 – 3 | Legnano |  |

| 30 aprile 1950 34ª giornata | Vicenza | 2 – 1 | Livorno |  |

| 7 maggio 1950 35ª giornata | SPAL | 2 – 0 | Vicenza |  |

| 14 maggio 1950 36ª giornata | Empoli | 2 – 0 | Vicenza |  |

| 21 maggio 1950 37ª giornata | Vicenza | 2 – 1 | Alessandria |  |

| 28 maggio 1950 38ª giornata | Brescia | 4 – 0 | Vicenza |  |

| 4 giugno 1950 39ª giornata | Vicenza | 3 – 1 | Fanfulla |  |

| 11 giugno 1950 40ª giornata | Catania | 2 – 1 | Vicenza |  |

| 18 giugno 1950 41ª giornata | Napoli | 1 – 0 | Vicenza |  |

| 25 giugno 1950 42ª giornata | Vicenza | 4 – 0 | Pisa |  |

## Statistiche

### Statistiche di squadra
| Competizione | Punti | In casa | In casa | In casa | In casa | In casa | In casa | In trasferta | In trasferta | In trasferta | In trasferta | In trasferta | In trasferta | Totale | Totale | Totale | Totale | Totale | Totale | DR |
| Competizione | Punti | G       | V       | N       | P       | Gf      | Gs      | G            | V            | N            | P            | Gf           | Gs           | G      | V      | N      | P      | Gf     | Gs     | DR |
| ------------ | ----- | ------- | ------- | ------- | ------- | ------- | ------- | ------------ | ------------ | ------------ | ------------ | ------------ | ------------ | ------ | ------ | ------ | ------ | ------ | ------ | -- |
| Serie B      | 39    | 21      | 13      | 6       | 2       | 44      | 24      | 21           | 2            | 3            | 16           | 19           | 43           | 42     | 15     | 9      | 18     | 63     | 67     | -4 |

### Statistiche dei giocatori
| Giocatore        | Serie B  | Serie B |
| Giocatore        | Presenze | Reti    |
| ---------------- | -------- | ------- |
| R. Capraro       | 10       | 4       |
| F. Carta         | 7        | 3       |
| L. Coeli         | 29       | 0       |
| E. Dalla Fontana | 17       | -27     |
| E. Dal Pos       | 27       | 0       |
| M. Filippi       | 10       | 0       |
| U. Gagliardo     | 3        | 0       |
| D. Gozzi         | 42       | 0       |
| S. Gualtieri     | 35       | 6       |
| M. Leoni         | 5        | -7      |
| A. Marchetti     | 40       | 11      |
| S. Milani        | 1        | 0       |
| A. Mion          | 4        | 1       |
| C. Muci          | 39       | 6       |
| A. Parena        | 17       | 0       |
| G. Pattini       | 9        | -14     |
| B. Quaresima     | 33       | 19      |
| D. Rancan        | 11       | -19     |
| A. Santagiuliana | 37       | 5       |
| R. Spanevello    | 8        | 0       |
| R. Venturi       | 38       | 0       |
| A. Vicariotto    | 38       | 7       |
| F. Zarattini     | 2        | 0       |